# エル・カラファテ
エル・カラファテ(El Calafate)は、アルゼンチンサンタ・クルス州にある町。人口は2万1900人（2015年） 。町の名の由来は、パタゴニア地方に生育する棘のある低木から。

## 概要
ウプサラ氷河などの水が流れ込むアルヘンティーノ湖に面した風光明媚な町。南パタゴニア氷原にある世界遺産ロス・グラシアレスへの氷河観光の玄関口である。郊外にあるエル・カラファテ空港はブエノスアイレス、コルドバ、トレレウ、ウシュアイアなどの都市と結ばれている。夏季は航空便が増えアクセス環境が良くなる。

## ギャラリー

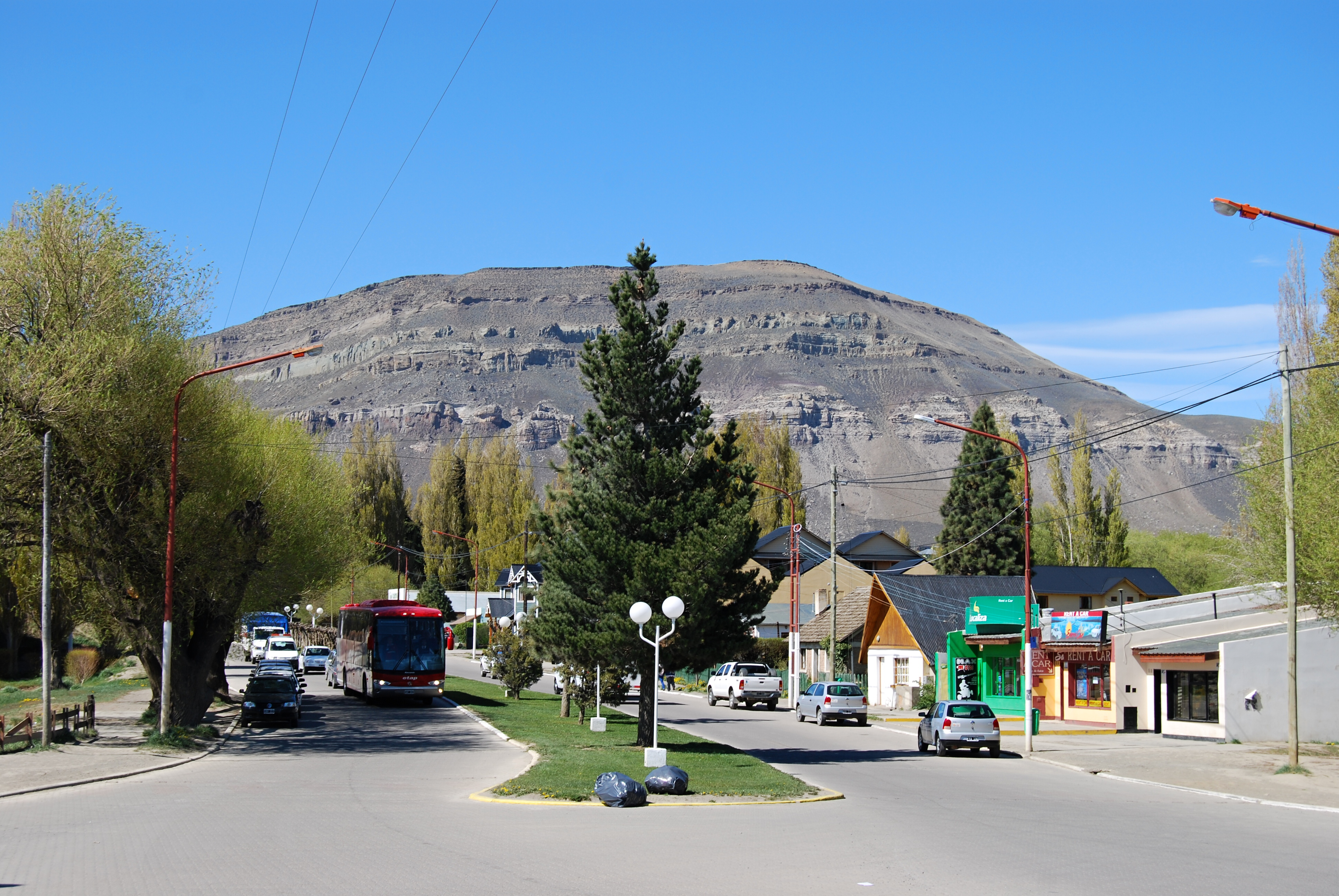
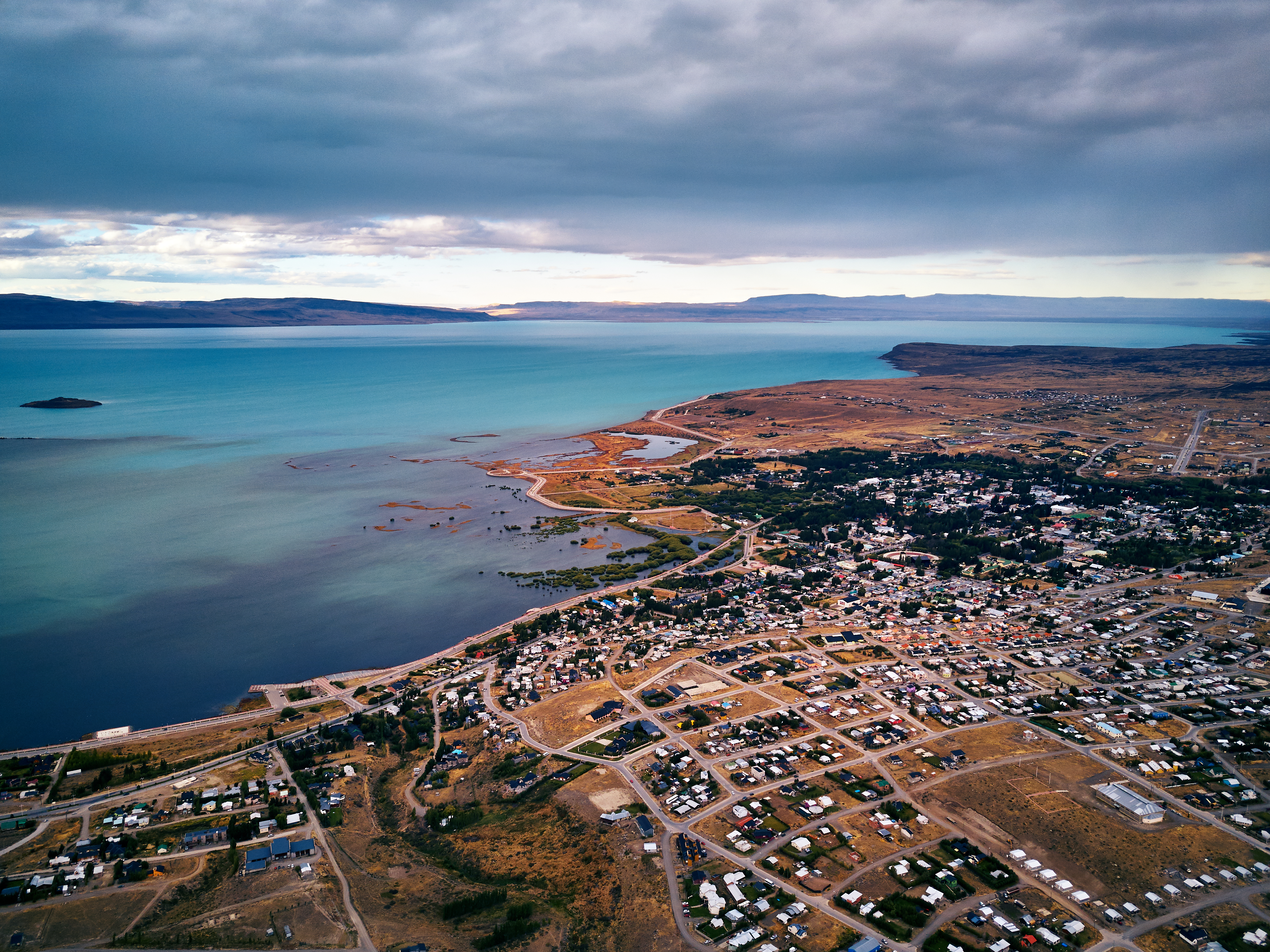
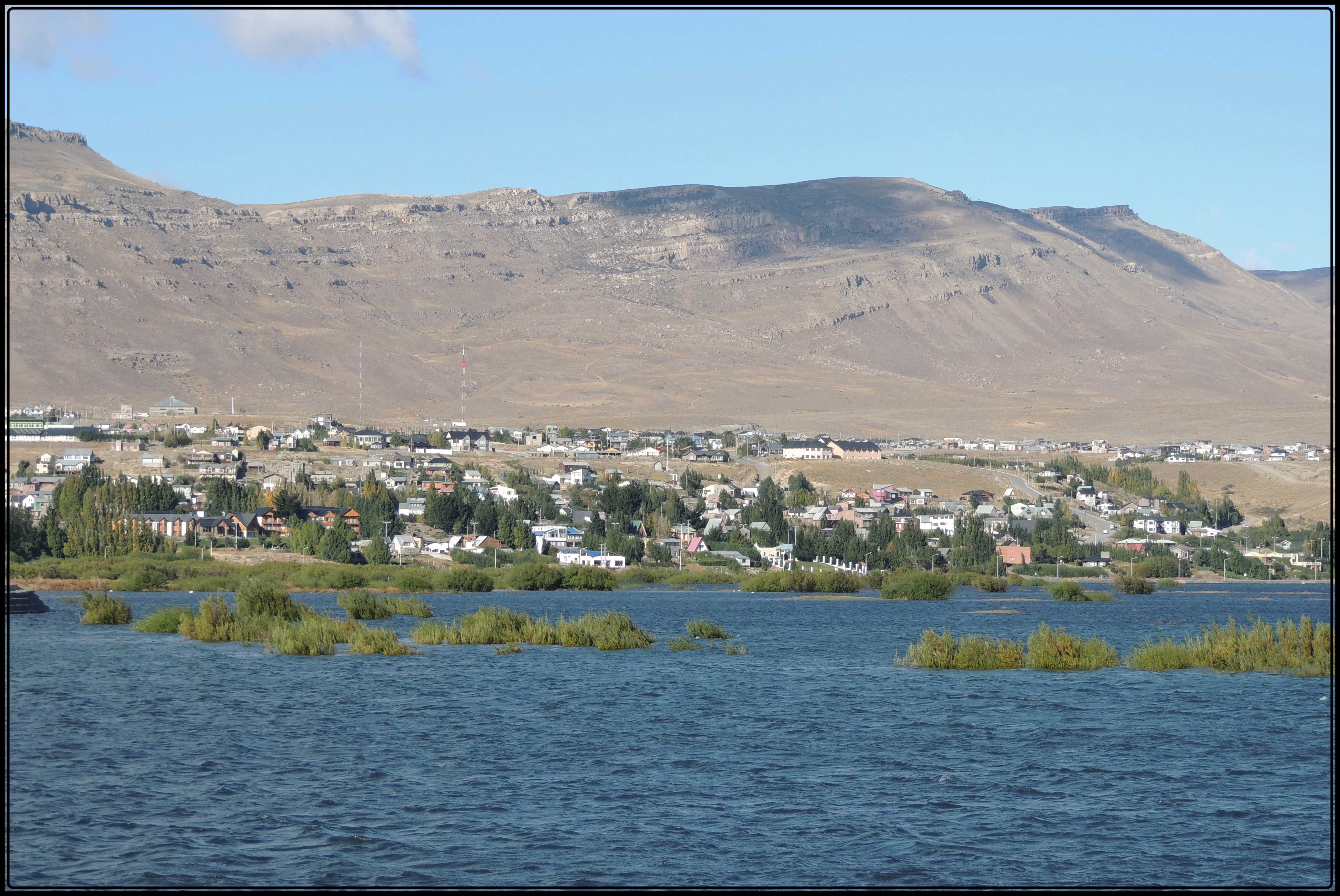
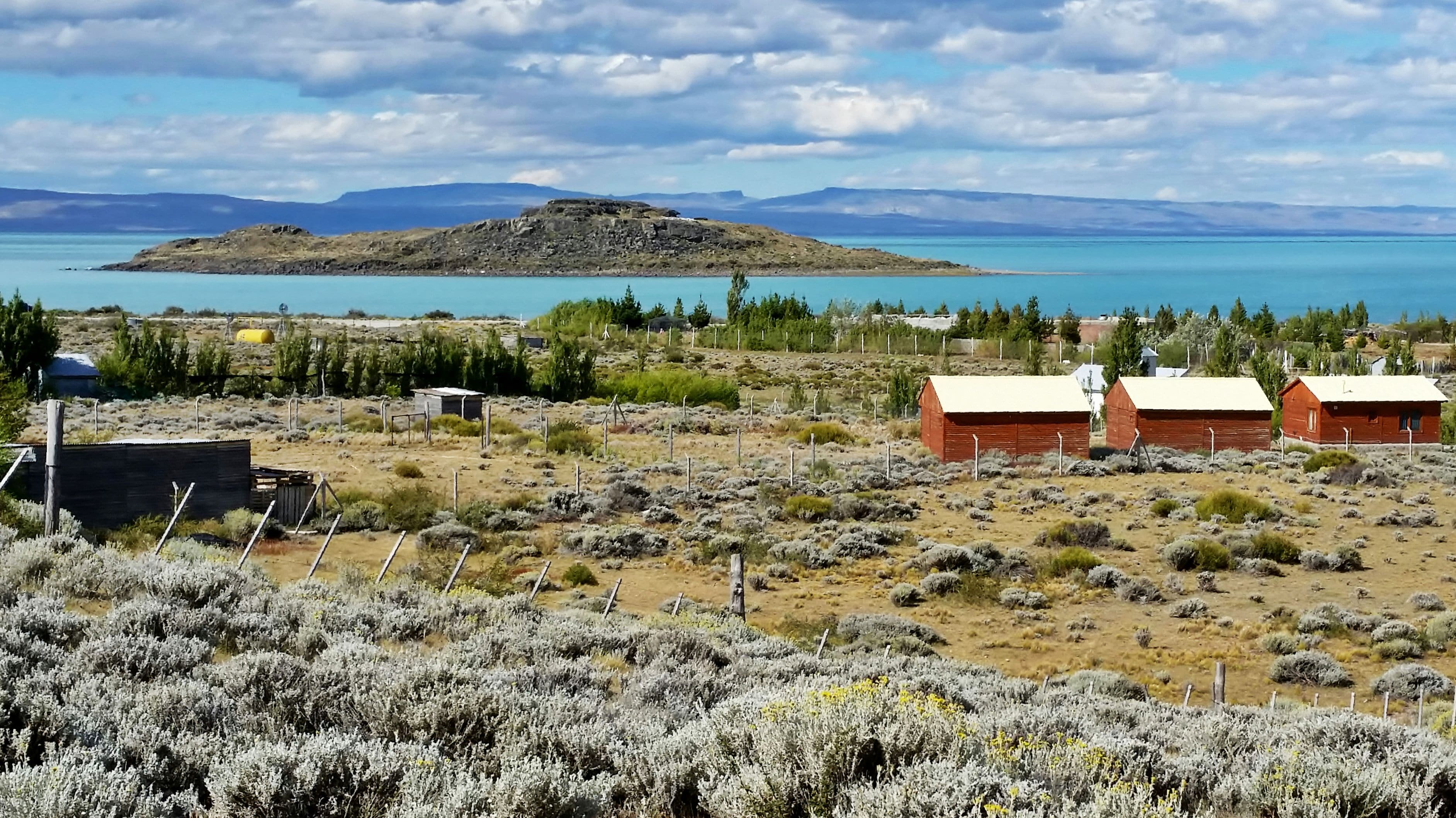
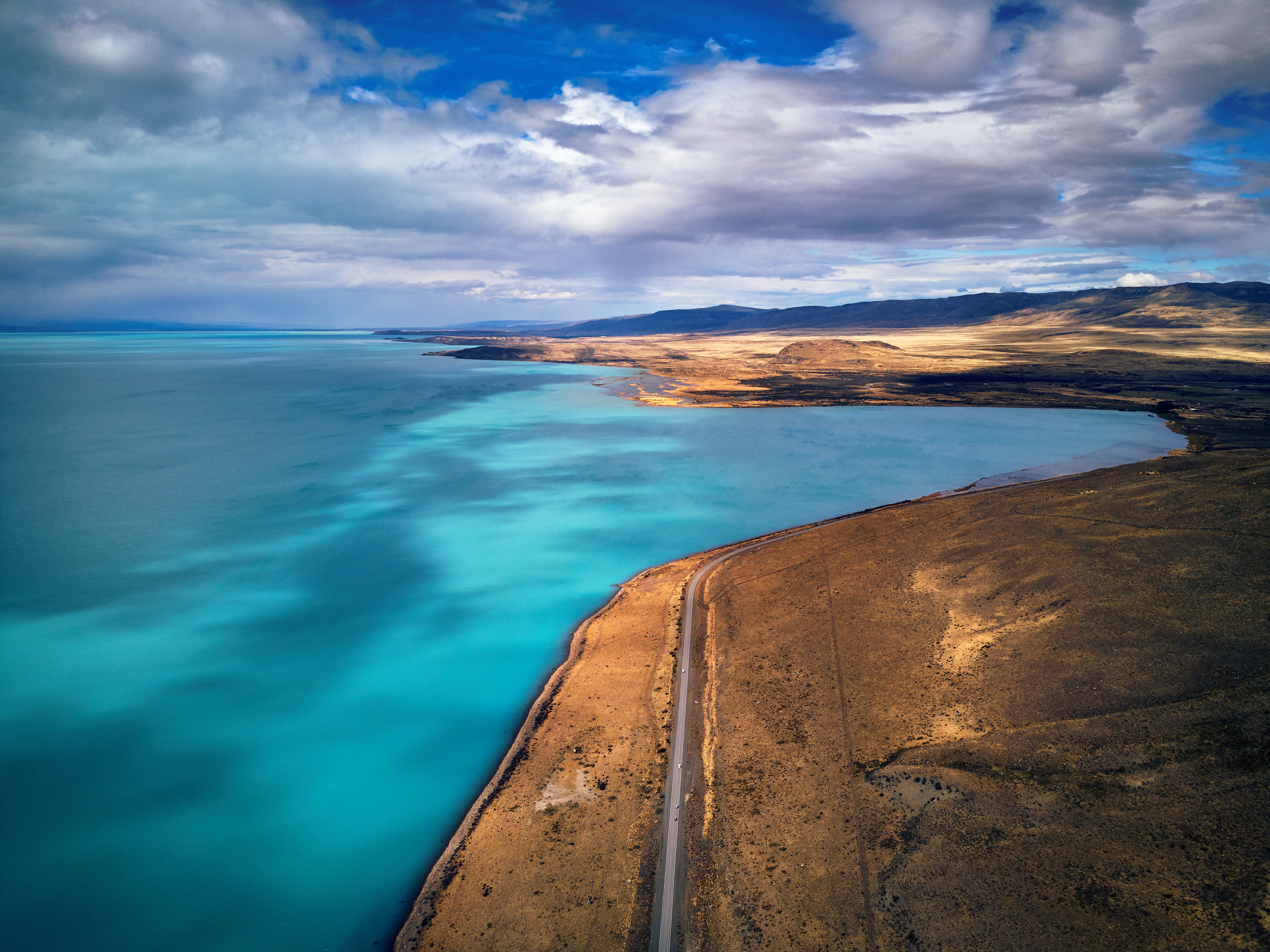